# Achoerodus viridis
Achoerodus viridis är en fiskart som först beskrevs av Steindachner, 1866.  Achoerodus viridis ingår i släktet Achoerodus och familjen läppfiskar. IUCN kategoriserar arten globalt som nära hotad. Inga underarter finns listade i Catalogue of Life.

## Bildgalleri

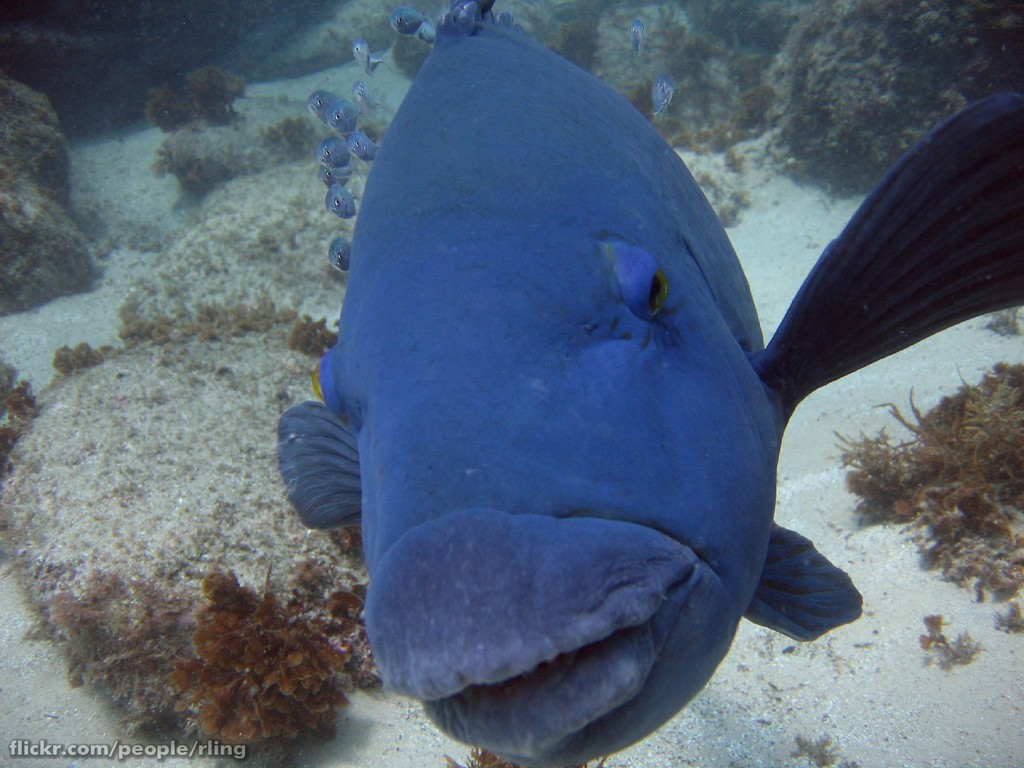
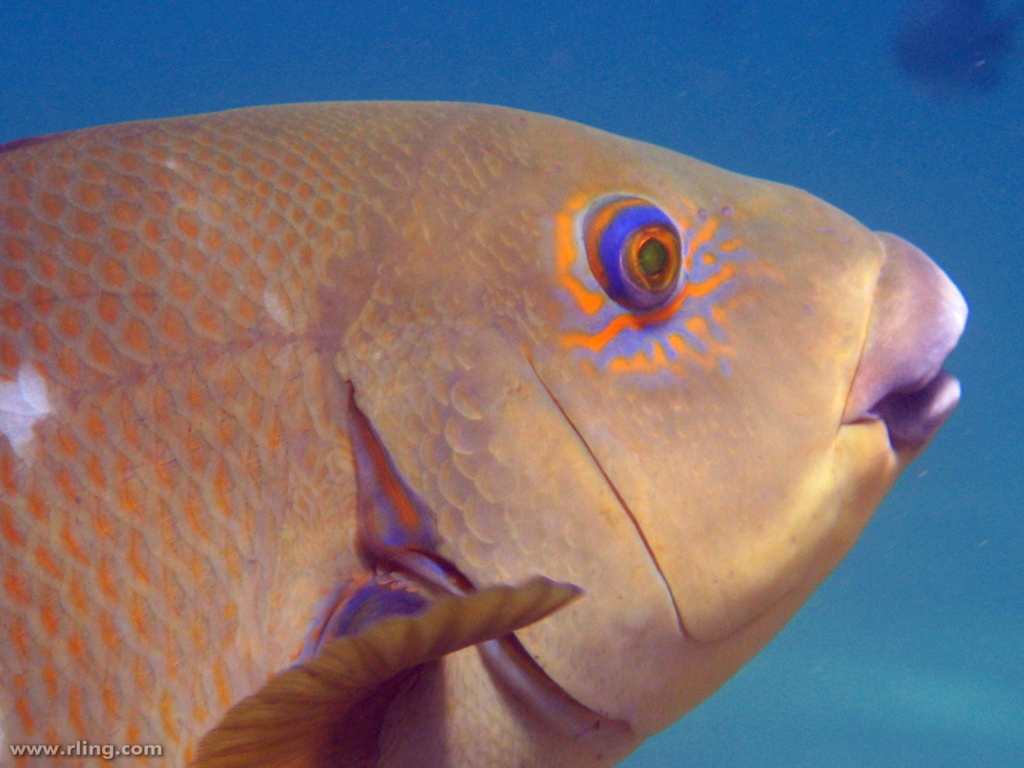
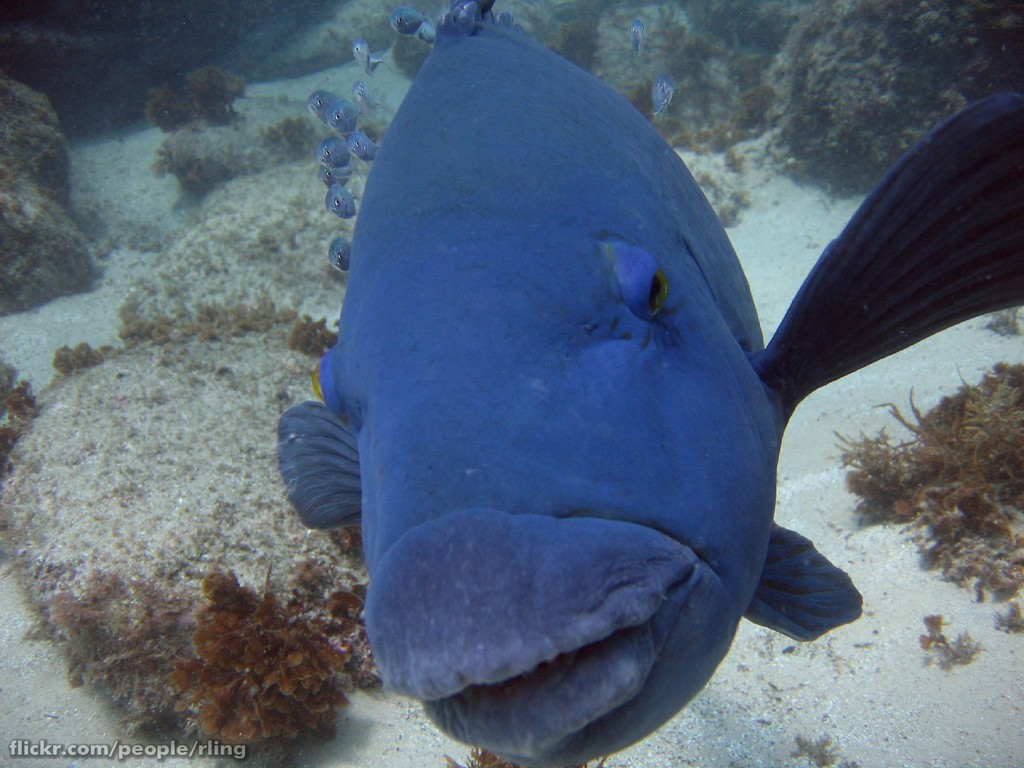